# Michael Powolny

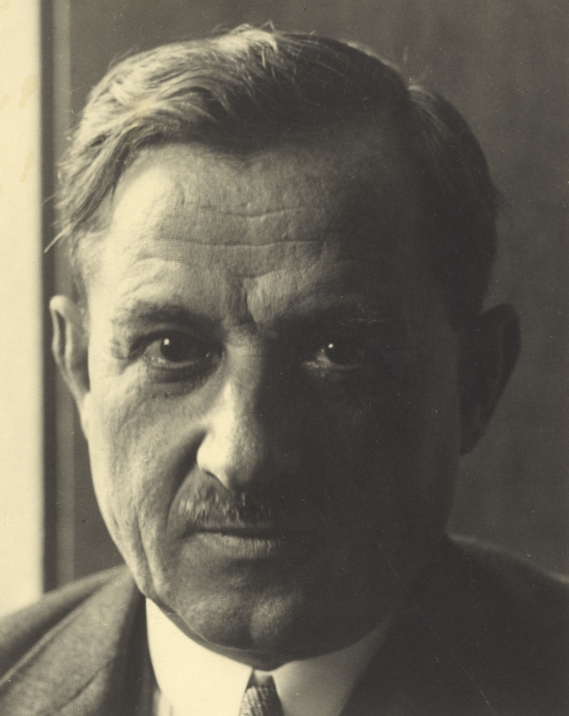
Aufnahme von Ludwig Schwab (1930er Jahre)

Michael Powolny (* 18. September 1871 in Judenburg, Österreich-Ungarn; † 4. Jänner 1954 in Wien) war ein österreichischer Keramikdesigner, Bildhauer und Medailleur.

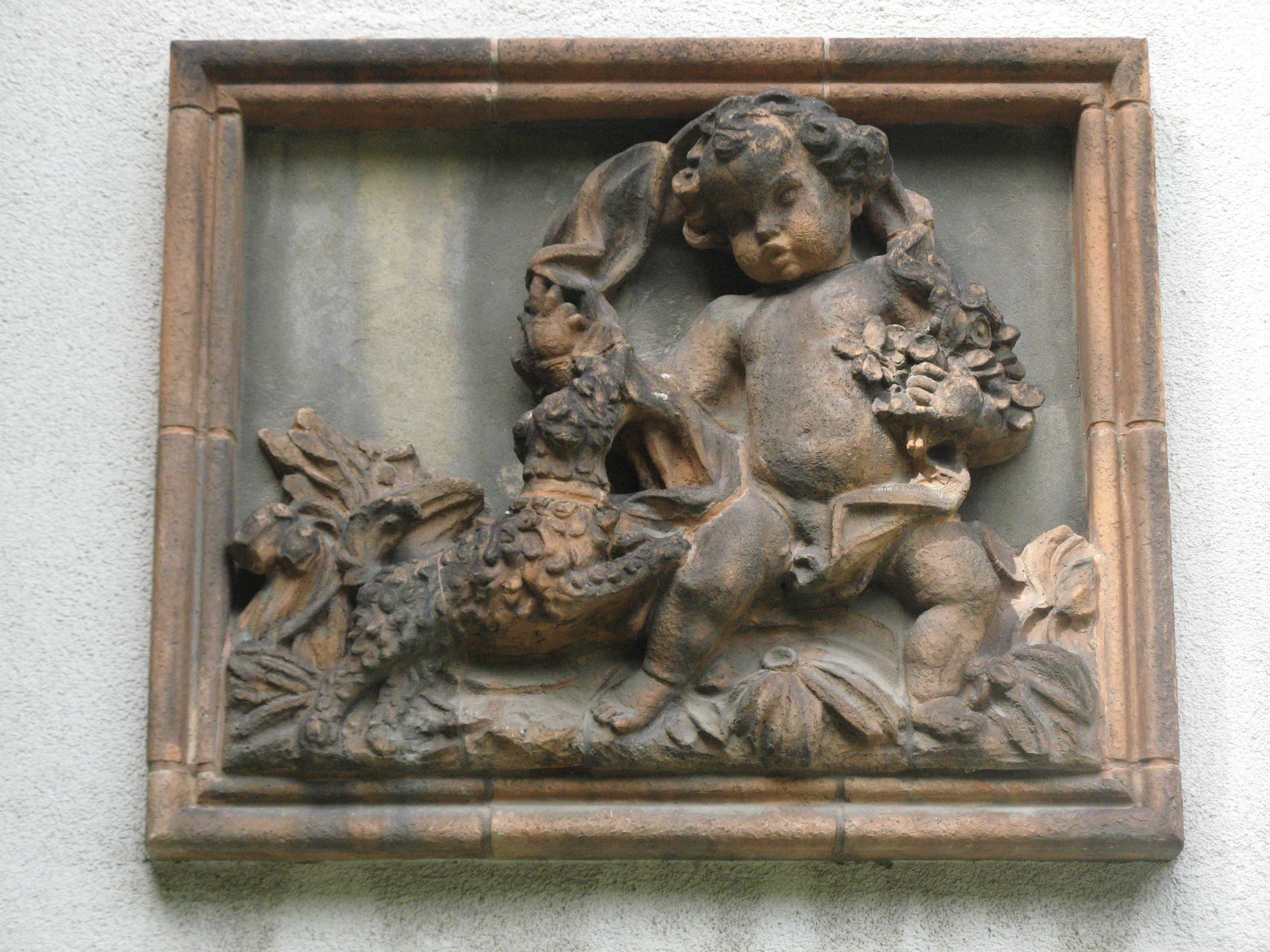
Terrakottarelief (1952) am Haus Raxstraße 6–8 von Michael Powolny

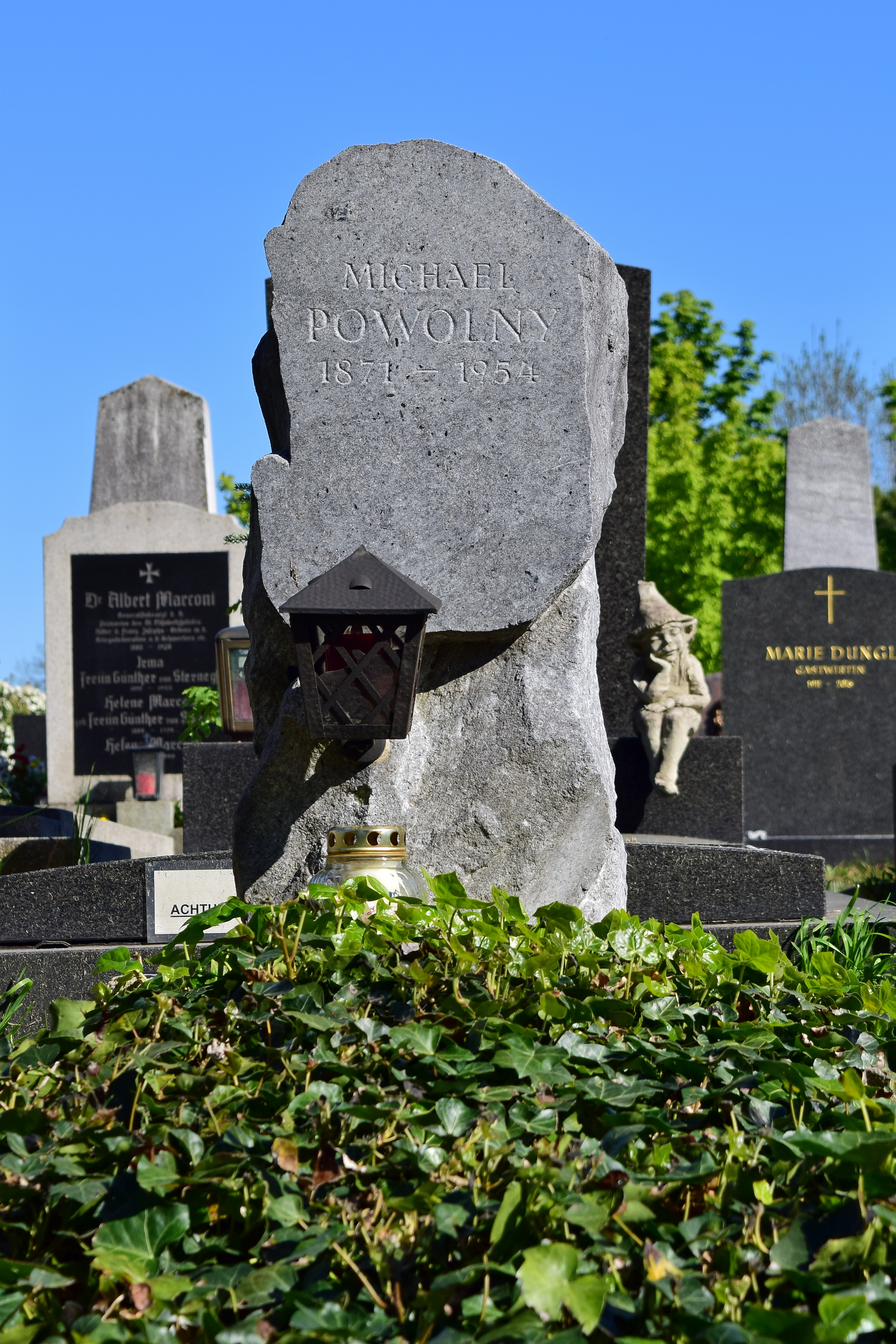
Ehrenhalber gewidmetes Grab auf dem Wiener Zentralfriedhof

## Leben
Nach Abschluss einer Hafnerlehre besuchte Powolny von 1891 bis 1894 die Fachschule für Tonindustrie in Znaim, daran anschließend von 1894 bis 1901 die Wiener Kunstgewerbeschule. 1906 gründete er gemeinsam mit Bertold Löffler die Wiener Keramik, deren Vertrieb bereits nach etwa einem Jahr von der Wiener Werkstätte übernommen wurde. 1913 kam es zum Zusammenschluss der Wiener Keramik mit der Gmundner Keramik (Vereinigte Wiener und Gmundner Keramik und Gmundner Tonwarenfabrik Schleiss Gesellschaft m. b. H.). Michael Powolny wirkte von 1909 bis 1936 als Lehrer an der Kunstgewerbeschule. Seine Arbeiten, die ab 1929 dem Art déco zugeordnet werden können, wurden auf zahlreichen internationalen Ausstellungen gezeigt und erzielen bei Sammlern hohe Preise. Powolny wurde von Josef Hoffmann bei der Ausstattung des Cabaret Fledermaus und des Palais Stoclet sowie bei der Gestaltung mehrerer großer Villenbauten in Wien herangezogen. Auch der Entwurf für die neue österreichische Ein- und Zwei-Schilling-Münze von 1946 bis 1952 stammt von Powolny. Er stand 1944 in der Gottbegnadeten-Liste des Reichsministeriums für Volksaufklärung und Propaganda.
Anlässlich seines 80. Geburtstages wurde Powolny 1951 mit der Ehrenmedaille der Bundeshauptstadt Wien ausgezeichnet.
Powolny wurde in einem ehrenhalber gewidmeten Grab auf dem Wiener Zentralfriedhof bestattet (Gruppe 13 B, Reihe 12, Nr. 7).
1965 wurde im 22. Wiener Gemeindebezirk die Powolnygasse nach ihm benannt.

## Werke (Auszug)
- Statuette Erzherzog Carl von Österreich, vor 1916, Porzellan, 7,5 × 7,5 × 6 cm, Heeresgeschichtliches Museum, Wien[4]
- Statuette Johann Wolfgang von Goethe, aufgestellt in Arthur Schnitzlers Arbeitszimmer[5]
- Beethovendenkmal in der Hinterbrühl, 1927
- Putto mit Füllhorn, um 1907
- 50-Groschen-, 1-, 2- und 5-Schilling-Münze 1934–36: jeweils Adlerseite[6]
- 50-Groschen- und 2-Schilling-Münze 1946–55: beide Seiten
- 1-, 2-, 5-, 10-, 20-Groschen-, 1- und 5-Schilling-Münze, jeweils 1. Form ab 1946: jeweils Adlerseite

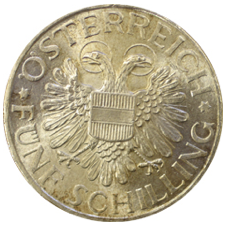
Wertseite der 5-Schilling-Silbermünze Magna Mater Austriae 1934–36
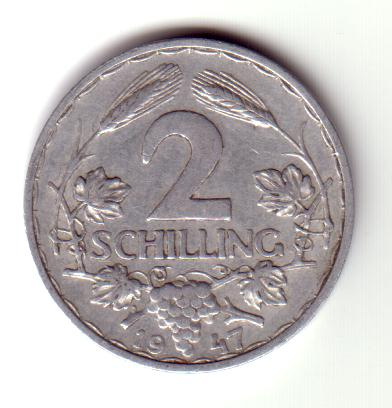
2-Schilling-Münze 1946–52
Rückseite der 5-Groschen-Münze 1948–94